# Слободан Марковић Сале
Слободан Марковић Сале је рођен у Крагујевцу, 29. септембра 1962. године. Слободан Марковић Сале је самоук. Пре него што је дошао у Смак свирао је бас-гитару у трију крагујевачког гитаристе Зденка Мартића.